# Marche du Bienheureux Richard
La Marche du Bienheureux Richard est une marche folklorique de l'Entre-Sambre-et-Meuse se déroulant au mois de septembre de chaque année dans le village de Beignée, dans le Hainaut en Belgique.
C'est un pèlerinage pour le Bienheureux Richard, natif du village.

## Histoire
La marche voit le jour en 1867, du 13 au 15 octobre. Elle perdure jusqu'en 1980, où elle disparait faute de moyens financiers.
Elle reprend en 2005.
Elle est affiliée à l'Association des Marches Folkloriques de l'Entre-Sambre-et-Meuse depuis le 3 avril 2009 sous le numéro 63.

## Organisation

### Cassage du verre
Le corps d'office de la marche "signe" son engagement pour la marche à venir en procédant à la célébration dite du "cassage du verre" chaque dernier vendredi du mois d'avril.

### La marche
La date de la marche est fixée au premier dimanche qui suit le 10 septembre de l'année.